# Опёнок зимний
Опёнок зи́мний, или Фламмулина бархатистоножковая (лат. Flammulina velutipes) — съедобный гриб из рода Фламмулина (Flammulina) семейства Физалакриевые (Physalacriaceae).

## Названия
Научные синонимы:
- Agaricus velutipes Curtis, 1782 basionym
- Gymnopus velutipes (Curtis) Gray, 1821
- Collybia velutipes (Curtis) P. Kumm., 1871
- Pleurotus velutipes (Curtis) Quél., 1888
- Collybidium velutipes (Curtis) Earle, 1909
- Myxocollybia velutipes (Curtis) Singer, 1939

Русские синонимы:
- Фламмули́на бархатистоно́жковая
- Колли́бия бархатистоножковая
- Зимний гриб

На Западе культивируемые грибы известны под японским названием «энокитаке» (enokitake, яп. えのき茸).
В российских торговых сетях импортируемые культивируемые грибы иногда продаются под названием «эноки».

## Описание

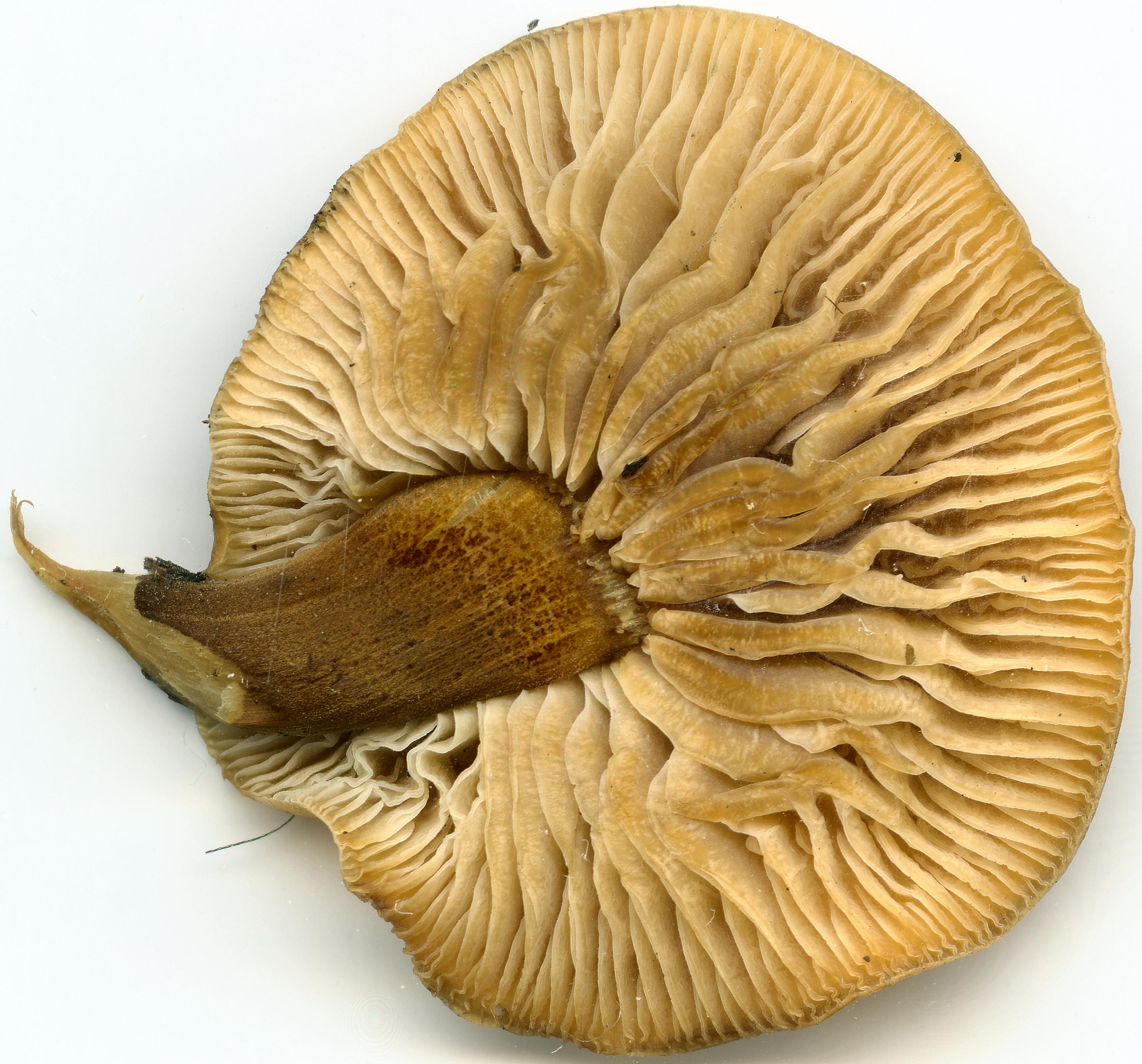
Сканограмма пластинок

Плодовое тело шляпконожечное, центральное или слабо эксцентрическое.
Шляпка 2—10 см, плоская (у молодых грибов выпуклая), цвет жёлтый, медово-коричневый, оранжево-коричневый. Края шляпки обычно светлее середины.
Мякоть тонкая, от белой до светло-жёлтой, с приятным вкусом.
Ножка 2—7 см × 0,3—1 см, трубчатая, плотная, характерного бархатисто-коричневого цвета, наверху желтовато-коричневая.
Пластинки приросшие, редкие, есть укороченные пластинки. Цвет — от белого до охристого.
Остатки покрывала отсутствуют.
Споровый порошок белый.
Споры 8,5 × 4 мкм, от эллипсоидальных до цилиндрических.

## Экология и распространение
Паразит или сапротроф, растёт на ослабленных и повреждённых лиственных деревьях или на мёртвой древесине, часто на ивах и тополях, по берегам ручьёв, на лесных опушках, в садах и парках.
Плодоносит плотными группами, часто сростками.
Обычен в северной умеренной зоне.
Сезон: осень — весна. Первые грибы появляются обычно в конце сентября — начале октября, наиболее обилен в конце октября — ноябре. Продолжает плодоносить во время зимних оттепелей, часто его можно обнаружить под снегом.

## Сходные виды

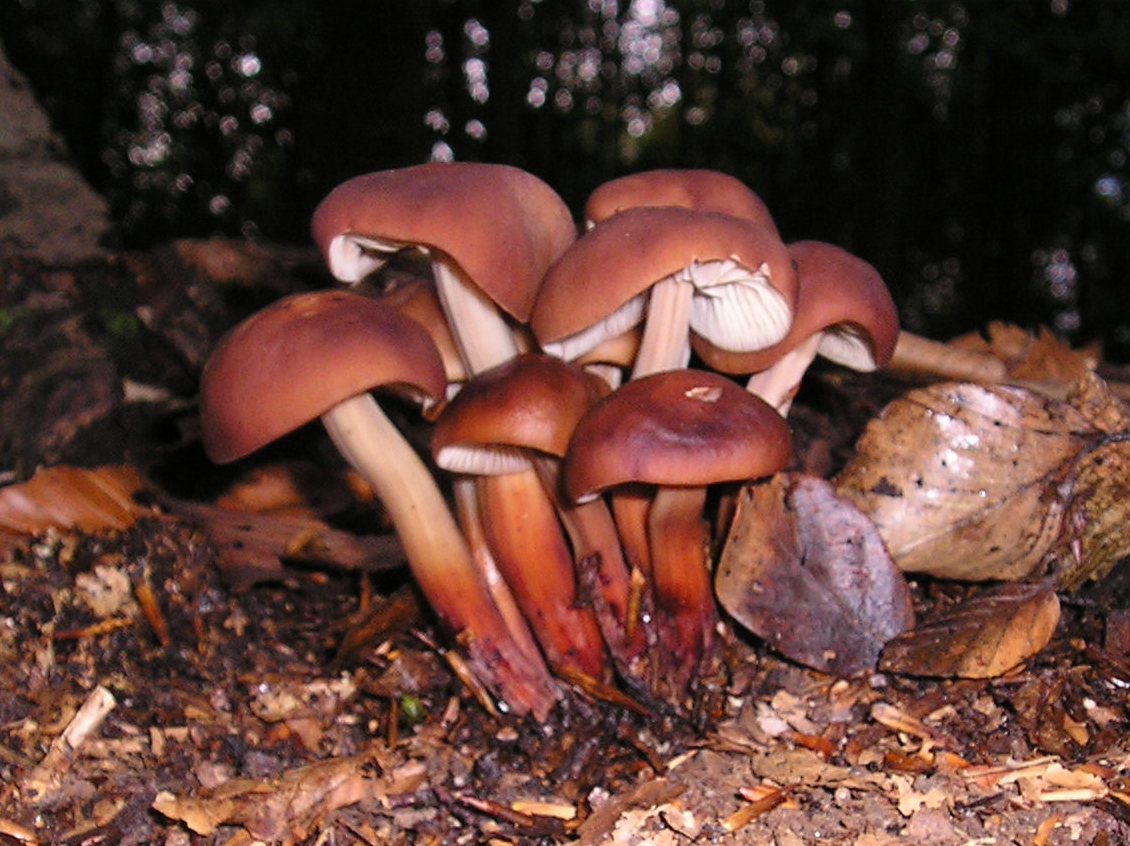
Коллибия веретеноногая

- Коллибия веретеноногая — гриб сомнительного пищевого качества, отличается красно-коричневой шляпкой, ножка рыже-красная, часто перекрученная, внизу сильно сужается; встречается обычно на корнях старых дубов.
- Некоторые грибы рода Гимнопил, несъедобные из-за горечи или с неизученными токсическими свойствами, произрастающие часто поздней осенью, в период плодоношения зимнего опёнка, и имеющие схожую с ним окраску шляпок. Неопытные грибники могут спутать зимний опёнок с гимнопилами, которые легко отличаются ржаво-бурым цветом пластинок и совершенно другой, плотной, консистенцией ножки.

## Пищевые качества
По советскому разделению съедобных грибов относится к 4 категории. Используется свежим (отваривание около 20 минут), маринованным и солёным. У молодых грибов обрезают темную часть ножки, у старых собирают только шляпки. В варёном виде остается скользким, что не всем нравится. Заморозки переносит хорошо, не теряя своих вкусовых качеств, поэтому можно собирать мороженый и оттаявший. Особенно популярен в японской кухне. В Японии он известен под названием эноки, и внешне совершенно не похож на тот зимний опенок, который можно встретить в лесу (это объясняется тем, что его выращивают в темноте и в среде, насыщенной углекислым газом).
Учёные выяснили, что опёнок зимний вырабатывает фламмулин — вещество, активное против саркомы.

### Токсичность
Есть сведения, что мякоть гриба может содержать небольшие количества нестойких токсинов, поэтому его рекомендуется предварительно хорошо отваривать.

## Выращивание в культуре
Культивируется в Японии, Корее и в других странах в промышленном масштабе. В качестве субстрата используют специально увлажнённую древесину (влажностью 50—70 %) или сечку пшеничной соломы. Урожай получают практически круглый год.
Мировое производство — до 100 тысяч тонн в год.

## Галерея

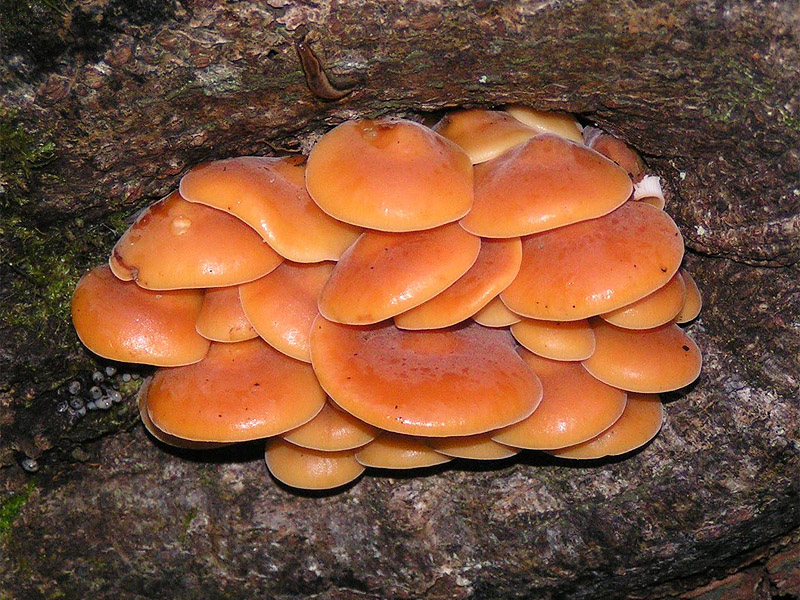
Характерный цвет шляпок
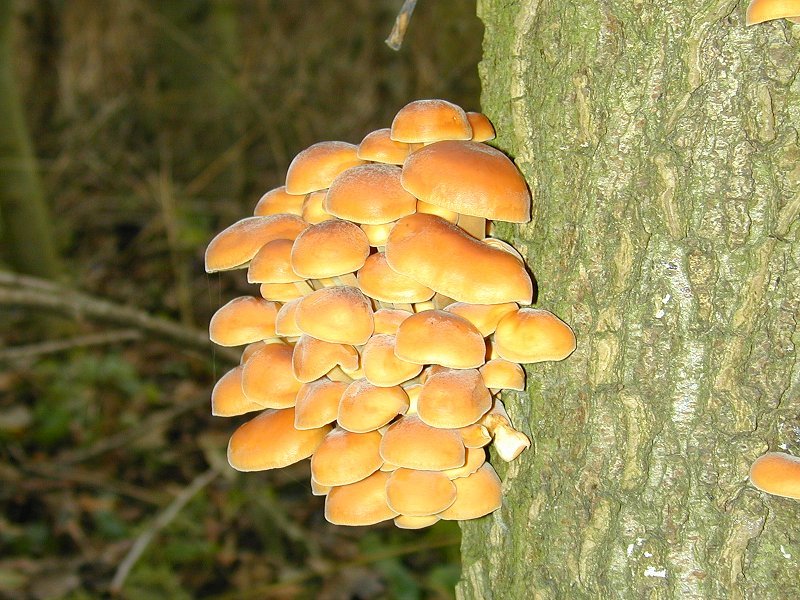
Опёнок
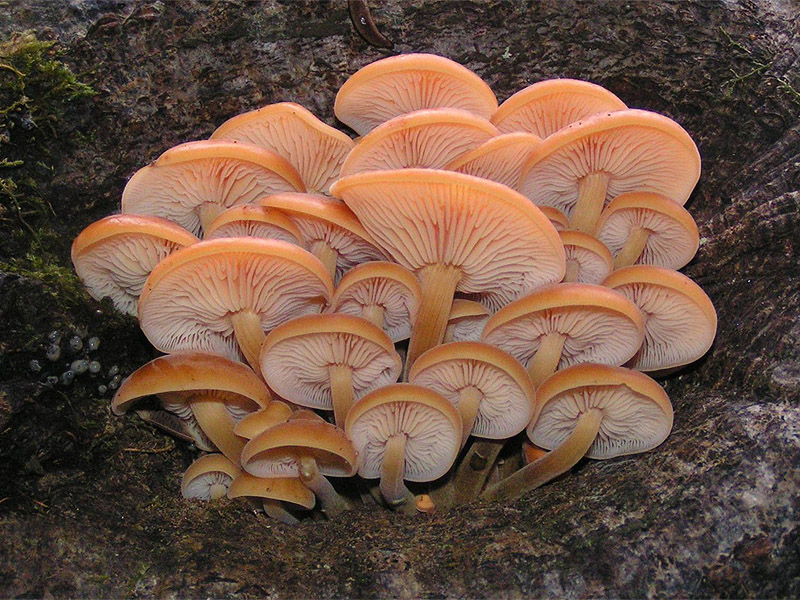
Опёнок
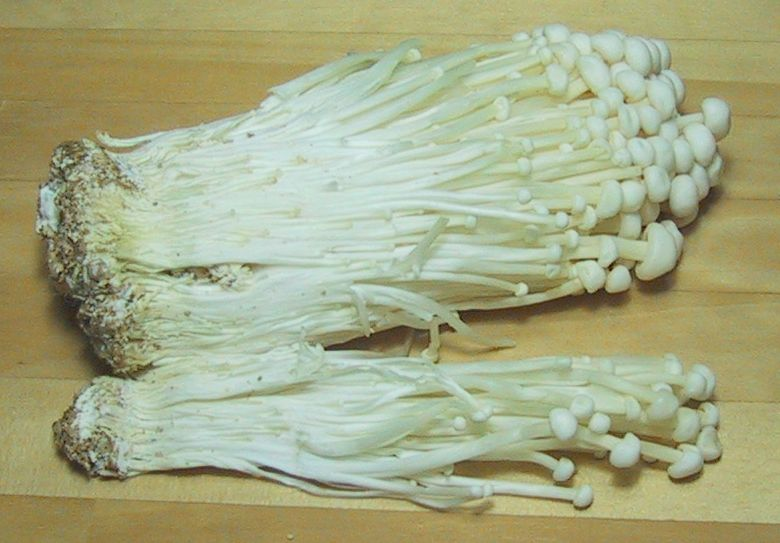
Культивируемые грибы (китайские   金针菇）